# Thyrsopteridaceae

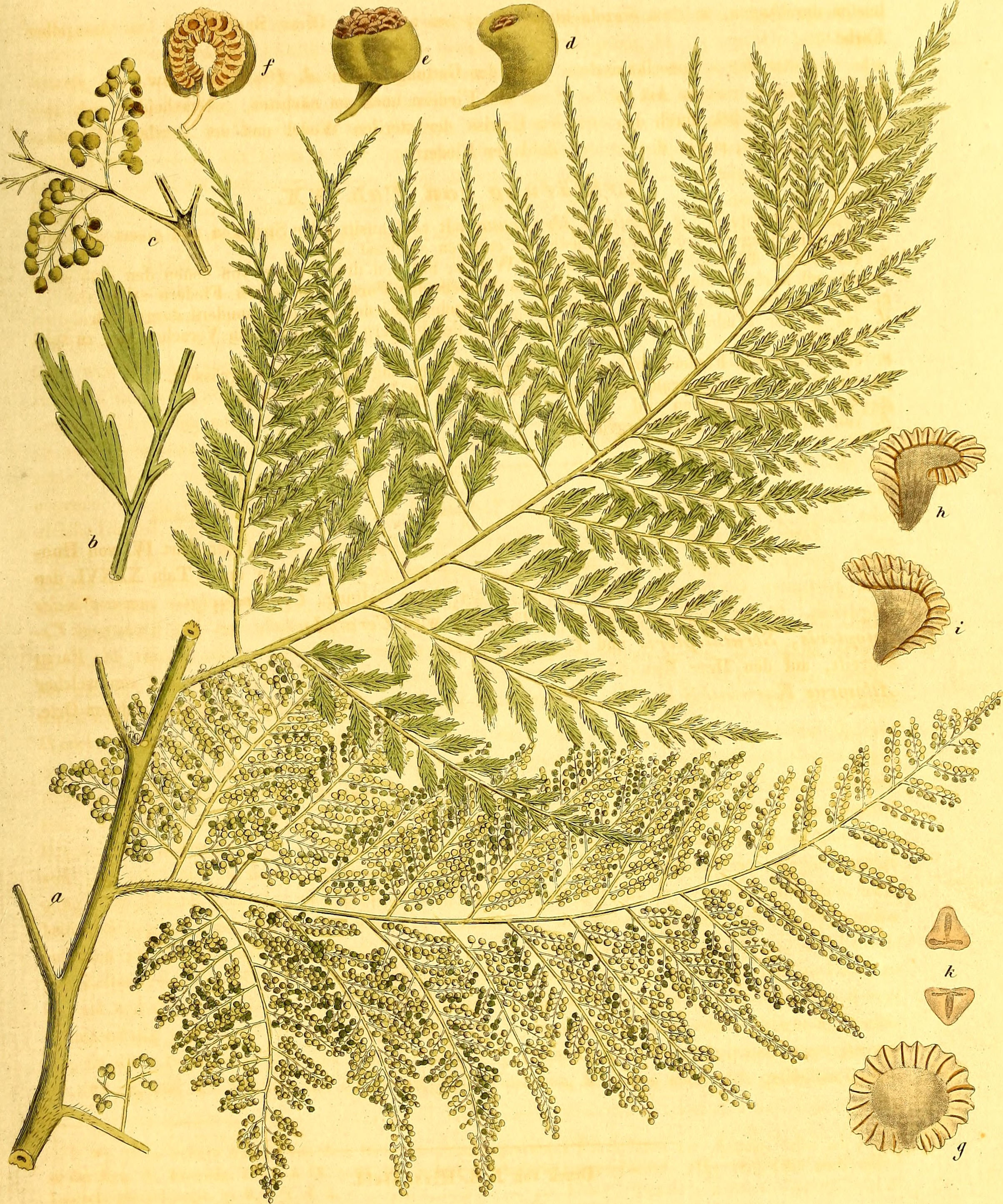
Ilusração botânica de Thyrsopteris elegans.

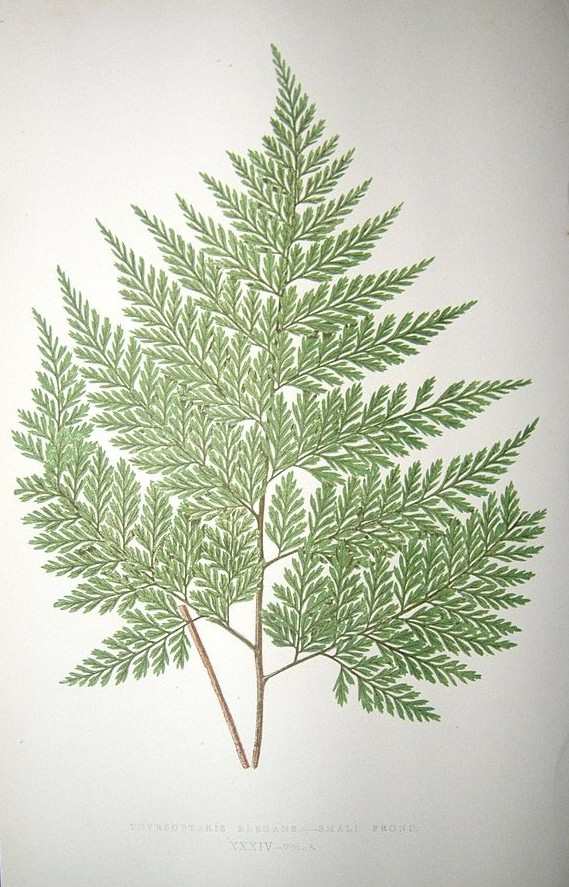
Fronde de Thyrsopteris elegans.

Thyrsopteridaceae é uma família monotípica de pteridófitas da ordem Cyatheales da subclasse Polypodiidae da classe Polypodiopsida, cujo único género extante é Thyrsopteris, cuja única espécie extante é o feto arbóreo Thyrsopteris elegans, endémico do arquipélago de Juan Fernandez, situado ao largo da costa do Chile.

## Descrição
Thyrsopteris é o único género da família Thyrsopteridaceae na classificação do Pteridophyte Phylogeny Group de 2016 (PPG I). Alternativamente, o género pode ser colocado na subfamília Thyrsopteridoideae de uma família mais amplamente definida Cyatheaceae, a colocação da família usada em Plants of the World Online. Os registos mais antigos do género são as espécies †Thyrsopteris cretacea e †Thyrsopteris cyathindusia que foram descritas a partir do âmbar birmanês de Myanmar, datando do Cenomaniano do Cretáceo, há cerca de 99 milhões de anos.
Outras espécies fósseis incluem †Thyrsopteris antiqua, do Cretáceo Superior do Chile, e †Thyrsopteris shenii, do Paleogénico da ilha King George, Antárctica. Um ráquis semelhante aos Thyrsopteris também é conhecido do Cretáceo Superior do Japão.

## Thyrsopteris elegans

### Taxonomia
Thyrsopteris elegans Kunze, 1834 (sinónimo taxonómico de Dicksonia elegans (Kunze) Mett., 1861 e Panicularia berteri Colla, 1836) é a única espécie extante da família Thyrsopteridaceae, cujo único género vivo, Thyrsopteris, no entanto, inclui múltiplas espécies fósseis. A espécie é um endemismo do arquipélago de Juan Fernández, mas é amplamente cultivada para fins ornamentais.
A espécie foi descrita pelo naturalista alemão Gustav Kunze em 1834, que a classificou no novo género Thyrsopteris sob o nome binominal Thyrsopteris elegans em Linnaea (1834). Também foi classificada no género Panicularia pelo italiano Luigi Colla em 1836, com o nome Panicularia berteri, e foi transferida para o género Dicksonia pelo botânico alemão Georg Heinrich Mettenius em 1861 com o nome Dicksonia elegans. O nome correto, no entanto, continua a ser Thyrsopteris elegans.

### Morfoogia e habitat
A espécie é um feto terrestre que cresce até 2 m de altura e forma um pequeno tronco em exemplares mais velhos. Os esporos encontram-se na base da lamela das frondes maduras, num pedicelo curto, formando cachos semelhantes a uvas. Os soros são esféricos e abrem-se para libertar esporos castanho-escuros.
Os rizomas são ascendentes ou erectos e têm um solenóstelo. Formam estolhos e são cobertos por tricomas rígidos e multicelulares. As frondes têm 2 a 3,5 m de comprimento, são três a cinco pinadas e parcialmente dimórficas: os soros estão frequentemente limitados aos segmentos proximais da folha. As axilas das folhas são sulcadas na face superior. As nervuras terminam livremente. Os soros são terminais às nervuras, os indúsios externos e internos estão fundidos e formam estruturas assimétricas, em forma de taça. Cada soro está sobre o seu próprio recetáculo colunar, em forma de bastonete. Os esporângios possuem ânulos opacos. Os esporos são esféricos a tetraédricos e têm bordos distintos.
O número cromossómico é x = ca. 78.
A espécie Thyrsopteris elegans é endémica do Arquipélago de Juan Fernández, onde ocorre nas florestas montanhosas do sudoeste, nas duas maiores ilhas do arquipélago, Masatierra e Masafuera.
Masatierra é a mais próxima do continente e eleva-se a 916 m de altitude. Aqui, este feto forma o sub-bosque da floresta densa a uma altitude de 400-1000 m, juntamente com Dicksonia berteriana e espécies de Blechnum. As espécies arbóreas dominantes nestas florestas incluem Cuminia, Fagara e Rhaphithamnus.
Masafuera fica a 181 km do continente e a Dicksonia berteriana é substituída pela Dicksonia externa que cresce a altitudes de pelo menos 1050 m. O ponto mais alto desta ilha situa-se a 1319 m. A vegetação destas ilhas é única, não só pelo seu elevado grau de endemismo - 62,5% das 150 plantas com flor e 50 espécies de fetos são endémicas - mas também pela sua densidade de espécies e pela densidade destes endemismos, que é superior à de qualquer outra ilha oceânica. O Thyrsopteris é um dos 12 géneros endémicos.
A espécie pode ser cultivada para fins ornamentais.. As plantas podem ser propagadas vegetativamente cortando os seus estolões assim que tiverem raízes suficientes para sobreviverem longe da planta-mãe, e transplantando-os para um meio de drenagem livre, por exemplo com casca de árvore e perlite, sem adição de fertilizantes. A jovens plantas precisam de uma caixa fechada com calor de fundo para se estabelecerem. Isto pode levar vários meses, dependendo do tamanho e do estado do propágulo.